# それでも私は生きている
『それでも私は生きている』（それでもわたしはいきている）は、美空ひばりのシングル。1971年3月10日に日本コロムビアから発売された。

## 概要
- A面『それでも私は生きている』は、ひばりが初めて歌った阿久悠作品である。阿久が尾崎紀世彦『また逢う日まで』で初のレコード大賞を獲得した時期に提供した作品であるが、ひばりとはまだ対面していなかった[2]。
- ひばりと阿久は同世代であるが、阿久は少年時代に既にひばりが天才少女歌手として一世を風靡している存在であったことから、12歳にして強く意識する存在で、畏敬の念を抱いていた。阿久が自ら定めた「作詞家憲法」第1条で「美空ひばりによって完成したと思える流行歌の本道と、違う道はないものであろうか。」と書くほど、ひばりの楽曲と異なる方向性を考えていた。この「作詞家憲法」は阿久の母校である明治大学駿河台キャンパスの「阿久悠記念館」で展示されている。
- 『それでも私は生きている』の2番は「だめ捨てちゃだめよ」になり、3番では「だめ死んじゃだめよ」になるが、ジャーナリストの田勢康弘は「人生の応援歌なのである。晩年のひばりには人生を歌った歌が多い。いま思うと我が身の短い人生を予感していたのではないかと思うほど、これらの歌には魂が宿っているような気がする。歌で魂を揺さぶられ、それを生きる糧にしたというファンがひばりには多い。その中で1曲あげるとすればこの曲だ。」と書いている[3]。
- B面『新宿波止場』は、徳光和夫がひばりの「隠れた名曲」に挙げている。2011年11月11日に東京ドームで開催された『東日本応援チャリティー美空ひばりメモリアルコンサート「だいじょうぶ、日本!」～空から見守る愛の歌～』では藤原紀香と共に司会を務めているが、同曲を甥のミッツ・マングローブが歌っている[4]。

## 収録曲
1. それでも私は生きている
  - 作詞：阿久悠、作曲：井上かつお、編曲：馬飼野俊一
2. 新宿波止場
  - 作詞：横井弘、作曲・編曲：市川昭介